# 馬杜卡里烏帕齊拉
馬杜卡里乌帕齐拉是孟加拉国福里德布爾縣的一个乌帕齐拉，位於達卡专区的福里德布爾縣。。

## 人口
據1991年孟加拉國人口普查，馬杜卡里共有戶數29,201戶，人口165438人。其中男性佔比51.29%，女性佔比48.71%；成年人口83,075人。該地7歲以上人口之平均識字率為32.5%，高於全國平均值（32.4%）。